# Nacho Rubio
Ignacio Rubio Aznar (Teruel, España; 12 de septiembre de 1978), más conocido como Nacho Rubio, es un actor, presentador, guionista y director español. Sus trabajos más destacados son la serie Camera Café en el papel de Juan Luis Lazcano y las películas Los futbolísimos y Bendita calamidad.

## Biografía
Técnico Superior en Realización de Audiovisuales y Espectáculos por la Fundación para la Enseñanza Audiovisual (CPA-Salduie) en Zaragoza. Se formó como actor en varias escuelas, principalmente en el Estudio Internacional del Actor Juan Carlos Corazza, en Madrid.
Alterna su trabajo como actor con el de presentador de televisión. Asimismo es coautor de la colección de libros infantiles Miranda y Tato y del libro de cocina Las recetas de Miranda editados por Edelvives. También ha realizado varios cortometrajes.
Está casado con la también actriz Itziar Miranda, con quien tiene dos hijas.

## Filmografía como actor

### Cine
- Camera Café: la película (2022) de Ernesto Sevilla
- Los Futbolísimos (2018), de Miguel Ángel Lamata.
- Bendita calamidad (2015), de Gaizka Urresti.
- Refugios, Alejandro Cortés Calahorra (2015).
- Espera un segundo, Germán Roda (cortometraje) (2014)
- El último fin de semana (2011), de Norberto Ramos del Val. con Irene Rubio, Alba Messa, Silma López y Marián Aguilera.
- El sobrino, Nacho Blasco (cortometraje) (2010)
- Fuera de cobertura, Manu Fernández (2010)
- El vagabundo, Jorge Blas (cortometraje) (2010)
- Martín de Landeche, capítulo primero, Jaime Dezcallar y Manu Sainz de los Terreros (cortometraje) (2007)
- Una de zombis, Miguel Ángel Lamata (2004)
- Robando el rock `n´ roll, Miguel Ángel Lamata (cortometraje) (2003)
- Tampoco pasa nada, Samuel Zapatero (cortometraje) (2001)

Mejor Actor en el Festival Jóvenes Realizadores Ciudad de Zaragoza (2001)
- Somos, Nacho Rubio (cortometraje) (2001)
- Manolito Gafotas en ¡Mola ser jefe!, Joan Potau (2000)

### Teatro
- Cyrano de Bergerac de Edmond Rostand. Dir. Alberto Castrillo-Ferrer (2018)
- La cocina de Arnold Wesker Dir. Sergio Peris-Mencheta (2016)
- Perdona si te mato, amor de Carlota Pérez-Reverte y Alberto Castrillo-Ferrer (2015)
- Crímenes de andar por casa de Daniel Dalmaroni y Alberto Castrillo-Ferrer (2015)
- La casa de huéspedes, teatro en serie de Luis López de Arriba (2014)
- Días como estos, teatro en serie de Luis López de Arriba (2013)
- Molière: El misántropo de Lucía Carballal y Paco Montes (2011)
- La dama duende de Pedro Calderón de la Barca, Gabriel Garbisu (2009)
- Ensayando las tres hermanas de Antón Chéjov, Juan Carlos Corazza (2006)
- Clownquijote de la Mancha, Olga Margallo (Uroc Teatro) (2005)
- El Quijote para torpes, Juan Manuel Cifuentes (grupo Smedia) (2005)
- Alimañas, Miguel Ángel Lamata (grupo Zíngaras) (1998)

### Televisión
- Yo sé más que tú, Aragón TV (2019-2021)
- El último show, HBO y Aragón TV (2020)
- Centro médico, Rtve (2018)
- La batalla de las tapas, Aragón TV (2017)
- Reinas, Rtve (2016)
- Objetivo Chimborazo, Aragón TV (2016)
- Buenas compañías, Canal Cocina (2015)
- Amar es para siempre, Diagonal TV para Antena 3. Como Samuel Morán (2013)
- El don de Alba, Walt Disney Pictures. 1 episodio. Telecinco (2013)
- Hospital Central, Vídeo Media. En el papel de Daniel, (20.ª temporada) Telecinco (2012)
- La que se avecina, Alba Adriática. En el papel de David, (4ª Temporada) Telecinco (2010)
- Chino-Chano, Aragón televisión
- ¡Fibrilando!, Luis Guridi. En el papel de Juan Luis Lazcano, el psiquiatra. Magnolia para Tele 5 (2009)
- Camera Café, Luis Guridi. En el papel de Juan Luis Lazcano, el psicólogo. Magnolia para Tele 5 (2005-2009)
- Hay alguien ahí, varios directores. En el papel de Darío. Plural Entartainment para Cuatro (2009)
- La magia de viajar, dir. Rocío González, realiz. Víctor Baena y Rafa Royo. Factoría Plural para Aragón Televisión (2007-2008)
- La central, Martingala para Antena 3 TV (2000)

## Filmografía como cortometrajista
- El sobrino. 35 mm. (2010). Productor y guionista.
  - Premio del Público (Festival de Cine de Comedia de Tarazona y El Moncayo, 2010)
  - Premio del Público (Festival "22x Don Luis", Centro Buñuel de Calanda]] 2010)
  - Mejor Actor, Nacho Rubio (Festival Nacional de Cortometrajes de Humor "Villa de El Recuenco". 2010)
  - Premio Joven (Certamen Nacional de Cortometrajes, Semana del Cine Español de Mula, 2010)
  - Premio al Mejor Corto Aragonés (Muestra de cortometrajes “Adolfo Aznar”, Villa de La Almunia, 2010)
  - Premio Erasmus al Mejor cortometraje (Festival de Cine Español de Nantes, 2010)
  - Premio del Público, Premio del Jurado Joven y Mejor Cortometraje Aragonés en Cine, Festival de Cine de Zaragoza, 2009)
  - Premio a la Mayor Proyección Internacional (Cortogenia, 2009)
- Alba. 35 mm. (2006). Director, productor y guionista.
  - Mejor Cortometraje (II Concurso Lolita Peliculitas, 2006)
  - Mejor Actriz Aragonesa, Natalia Moreno (Festival Jóvenes Realizadores Ciudad de Zaragoza, 2006)
- Somos. 35 mm. (2002). Director, productor y guionista.
  - Mejor Actor, Santiago Meléndez, y Mejor Fotografía, Fernando Torres (Semana del Cine y la Imagen de Fuentes de Ebro, 2003)
- Sin conocimiento. 16 mm. (1999). Director.
- Debut. Super-8/Betacam SP (1998). Director, productor y guionista.
- Fuego. Hi-8 (1997). Director, productor y guionista.

## Premios
Premios Simón
| Año  | Categoría            | Película          | Resultado |
| ---- | -------------------- | ----------------- | --------- |
| 2012 | Mejor interpretación | El vagabundo      | Ganador   |
| 2014 | Mejor interpretación | Espera un segundo | Nominado  |